# Élections municipales de 2009 à Québec
Les élections municipales de 2009 à Québec se sont déroulées le 1er novembre 2009.

## Contexte
Régis Labeaume, élu maire lors des élections municipales partielles de 2007, possède peu d'appuis au Conseil municipal de Québec malgré son haut taux de popularité. Il fonde son propre parti, Équipe Labeaume, en juin 2008. Quelques jours avant le déclenchement des élections, il annonce que la municipalité ira de l'avant avec le projet de construction d'un nouvel amphithéâtre multifonctionnel.
De son côté, le parti initialement majoritaire au Conseil, le Renouveau municipal de Québec (RMQ), pressent un raz-de-marée électoral en faveur du maire. Il place ses espoirs dans le chef Alain Loubier, nommé en septembre 2008. Cependant, le RMQ se saborde lui-même en raison de plusieurs défections. Loubier renonce même à se présenter à la mairie. Parallèlement, un nouveau parti politique écologiste, le Défi vert de Québec, réussit à obtenir une visibilité médiatique à l'intérieur de cette situation politique instable.
Finalement, Équipe Labeaume remporte une victoire écrasante (25 des 27 sièges). Cela met fin à la période de gouvernance minoritaire difficile qui existait depuis la réorganisation municipale de 2001. Ces élections signent également la mort du RMQ, parti dont les origines remontaient aux années 1970.

## Candidats Principaux à la mairie
| Parti | Parti               | Candidat              | Profession antérieure                                    |
| ----- | ------------------- | --------------------- | -------------------------------------------------------- |
|       | Équipe Labeaume     | Régis Labeaume        | Sociologue, administrateur, homme d'affaires, politicien |
|       | Indépendant         | Jean-François Fillion | Journaliste, Animateur de radio                          |
|       | Défi vert de Québec | Yonnel Bonaventure    | Restaurateur                                             |

## Résultats[2]
- Équipe Labeaume
- Renouveau municipal de Québec
- Défi vert de Québec
- Candidat indépendant

### Mairie
- Maire sortant : Régis Labeaume

| Parti                             | Parti                             | Candidats                         | Voix    | %     |
| --------------------------------- | --------------------------------- | --------------------------------- | ------- | ----- |
|                                   | Équipe Labeaume                   | Régis Labeaume                    | 153 847 | 79,93 |
|                                   | Indépendant                       | Jeff Fillion                      | 16 393  | 8,52  |
|                                   | Défi vert de Québec               | Yonnel Bonaventure                | 15 614  | 8,11  |
|                                   | Indépendant                       | Jean-Paul Marchand                | 3 224   | 1,68  |
|                                   | Indépendant                       | Langis D Harvey                   | 1 382   | 0,72  |
|                                   | Indépendant                       | Philippe O'Brien                  | 1 052   | 0,55  |
|                                   | Indépendant                       | Lionel Laporte                    | 965     | 0,50  |
|                                   |                                   |                                   |         |       |
| Votes valides                     | Votes valides                     | Votes valides                     | 192 477 | 98,42 |
| Bulletins rejetés                 | Bulletins rejetés                 | Bulletins rejetés                 | 3 092   | 1,58  |
| Total                             | Total                             | Total                             | 195 569 | 100   |
| Abstention                        | Abstention                        | Abstention                        | 200 756 | 50,65 |
| Nombre d'inscrits / participation | Nombre d'inscrits / participation | Nombre d'inscrits / participation | 396 325 | 49,35 |

### Districts électoraux

#### Résumé
| Parti                             | Parti                             | Candidats                         | Voix    | %     | Sièges |
| --------------------------------- | --------------------------------- | --------------------------------- | ------- | ----- | ------ |
|                                   | Équipe Labeaume                   | 27                                | 122 277 | 63,55 | 25     |
|                                   | Renouveau municipal de Québec     | 11                                | 18 701  | 9,72  | 0      |
|                                   | Défi vert de Québec               | 19                                | 11 285  | 5,86  | 0      |
|                                   | Indépendants                      | 37                                | 40 155  | 20,87 | 2      |
|                                   |                                   |                                   |         |       |        |
| Votes valides                     | Votes valides                     | Votes valides                     | 192 418 | 98,39 |        |
| Bulletins rejetés                 | Bulletins rejetés                 | Bulletins rejetés                 | 3 151   | 1,61  |        |
| Total                             | Total                             | Total                             | 195 569 | 100   | 27     |
| Abstention                        | Abstention                        | Abstention                        | 200 756 | 50,65 |        |
| Nombre d'inscrits / participation | Nombre d'inscrits / participation | Nombre d'inscrits / participation | 396 325 | 49,35 |        |

#### La Cité-Limoilou
- Dans cet arrondissement, 38 435 électeurs se sont prévalus de leur droit de vote.
- Équipe Labeaume obtient 4 districts et des indépendants en remportent 2.

| Candidat | Candidat                     | Parti                         | Voix  | %      |
| -------- | ---------------------------- | ----------------------------- | ----- | ------ |
|          | Anne Guérette                | Indépendant                   | 3 349 | 48,1 % |
|          | Line-Sylvie Perron           | Équipe Labeaume               | 2 873 | 41,3 % |
|          | Jacques Joli-Cœur            | Renouveau municipal de Québec | 629   | 9 %    |
|          | Claude Blais                 | Indépendant                   | 58    | 0,8 %  |
|          | Malvina-Michèle Roy-Delwaide | Indépendant                   | 52    | 0,7 %  |
| Total    | Total                        | Total                         | 6 961 | 100 %  |

| Candidat | Candidat           | Parti               | Voix  | %      |
| -------- | ------------------ | ------------------- | ----- | ------ |
|          | Yvon Bussières     | Indépendant         | 3 509 | 49,2 % |
|          | Claude Thibault    | Équipe Labeaume     | 2 818 | 39,5 % |
|          | Jean Christian Roy | Défi vert de Québec | 808   | 11,3 % |
| Total    | Total              | Total               | 7 135 | 100 %  |

| Candidat | Candidat          | Parti                         | Voix  | %      |
| -------- | ----------------- | ----------------------------- | ----- | ------ |
|          | Geneviève Hamelin | Équipe Labeaume               | 4 022 | 68,4 % |
|          | Serge Petitclerc  | Renouveau municipal de Québec | 1 483 | 25,2 % |
|          | Yannick Bénakis   | Indépendant                   | 373   | 6,3 %  |
| Total    | Total             | Total                         | 5 878 | 100 %  |

| Candidat | Candidat        | Parti                         | Voix  | %      |
| -------- | --------------- | ----------------------------- | ----- | ------ |
|          | Chantal Gilbert | Équipe Labeaume               | 3 108 | 56,1 % |
|          | Pierre Maheux   | Renouveau municipal de Québec | 1 428 | 25,8 % |
|          | Marc Dean       | Défi vert de Québec           | 761   | 13,7 % |
|          | Patrice Fortin  | Indépendant                   | 116   | 2,1 %  |
|          | Armand Paré     | Indépendant                   | 58    | 1 %    |
|          | André Paquet    | Indépendant                   | 40    | 0,7 %  |
|          | Denis Haché     | Indépendant                   | 26    | 0,5 %  |
| Total    | Total           | Total                         | 5 537 | 100 %  |

| Candidat | Candidat              | Parti                         | Voix  | %      |
| -------- | --------------------- | ----------------------------- | ----- | ------ |
|          | Ginette Picard-Lavoie | Équipe Labeaume               | 4 286 | 67,4 % |
|          | Jean-Thomas Grantham  | Renouveau municipal de Québec | 1 106 | 17,4 % |
|          | Nicolas Frichot       | Défi vert de Québec           | 648   | 10,2 % |
|          | André Houle           | Indépendant                   | 323   | 5,1 %  |
| Total    | Total                 | Total                         | 6 363 | 100 %  |

| Candidat | Candidat           | Parti                         | Voix  | %      |
| -------- | ------------------ | ----------------------------- | ----- | ------ |
|          | Suzanne Verreault  | Équipe Labeaume               | 3 850 | 58,7 % |
|          | Anne Beaulieu      | Renouveau municipal de Québec | 1 799 | 27,4 % |
|          | Patrick Petitclerc | Défi vert de Québec           | 477   | 7,3 %  |
|          | Pierre Drolet      | Indépendant                   | 300   | 4,6 %  |
|          | Frédéric Dubé      | Indépendant                   | 99    | 1,5 %  |
|          | Zied Sahraoui      | Indépendant                   | 36    | 0,5 %  |
| Total    | Total              | Total                         | 6 561 | 100 %  |

#### Les Rivières
- Dans cet arrondissement, 25 037 électeurs se sont prévalus de leur droit de vote.
- Équipe Labeaume en obtient les 4 districts.

| Candidat | Candidat           | Parti               | Voix  | %      |
| -------- | ------------------ | ------------------- | ----- | ------ |
|          | Richard Côté       | Équipe Labeaume     | 5 325 | 88,1 % |
|          | Arnaud Bonaventure | Défi vert de Québec | 719   | 11,9 % |
| Total    | Total              | Total               | 6 044 | 100 %  |

| Candidat | Candidat        | Parti               | Voix  | %      |
| -------- | --------------- | ------------------- | ----- | ------ |
|          | François Picard | Équipe Labeaume     | 5 320 | 86,8 % |
|          | Pierre Aubé     | Défi vert de Québec | 808   | 13,2 % |
| Total    | Total           | Total               | 6 128 | 100 %  |

| Candidat | Candidat       | Parti               | Voix  | %      |
| -------- | -------------- | ------------------- | ----- | ------ |
|          | Patrick Paquet | Équipe Labeaume     | 5 222 | 82,8 % |
|          | Alain Myrand   | Défi vert de Québec | 1 088 | 17,2 % |
| Total    | Total          | Total               | 6 310 | 100 %  |

| Candidat | Candidat        | Parti               | Voix  | %      |
| -------- | --------------- | ------------------- | ----- | ------ |
|          | Gérald Poirier  | Équipe Labeaume     | 5 259 | 80,2 % |
|          | Louise Caron    | Indépendant         | 658   | 10 %   |
|          | Hélène Beaulieu | Défi vert de Québec | 638   | 9,7 %  |
| Total    | Total           | Total               | 6 555 | 100 %  |

#### Sainte-Foy-Sillery-Cap-Rouge
- Dans cet arrondissement, 40 262 électeurs se sont prévalus de leur droit de vote.
- Équipe Labeaume en obtient les 5 districts.

| Candidat | Candidat          | Parti               | Voix  | %      |
| -------- | ----------------- | ------------------- | ----- | ------ |
|          | Francine Lortie   | Équipe Labeaume     | 3 849 | 43,9 % |
|          | Christiane Trudel | Indépendant         | 2 480 | 28,3 % |
|          | André Demers      | Indépendant         | 1 711 | 19,5 % |
|          | Sylvain Dion      | Défi vert de Québec | 627   | 7,2 %  |
|          | Hélène Arnosti    | Indépendant         | 99    | 1,1 %  |
| Total    | Total             | Total               | 8 766 | 100 %  |

| Candidat | Candidat            | Parti                         | Voix  | %      |
| -------- | ------------------- | ----------------------------- | ----- | ------ |
|          | Christiane Bois     | Équipe Labeaume               | 3 351 | 56,3 % |
|          | Jérôme Vaillancourt | Renouveau municipal de Québec | 2 146 | 36 %   |
|          | Henry Jenkins       | Indépendant                   | 459   | 7,7 %  |
| Total    | Total               | Total                         | 5 956 | 100 %  |

| Candidat | Candidat           | Parti                         | Voix  | %      |
| -------- | ------------------ | ----------------------------- | ----- | ------ |
|          | Marie-Josée Savard | Équipe Labeaume               | 4 319 | 51,7 % |
|          | Marc Boucher       | Indépendant                   | 1 544 | 18,5 % |
|          | Gérard Landry      | Renouveau municipal de Québec | 1 227 | 14,7 % |
|          | Silva Weis         | Indépendant                   | 586   | 7 %    |
|          | Daniel Allard      | Indépendant                   | 566   | 6,8 %  |
|          | Rosaire Pelletier  | Indépendant                   | 104   | 1,2 %  |
| Total    | Total              | Total                         | 8 346 | 100 %  |

| Candidat | Candidat                   | Parti               | Voix  | %      |
| -------- | -------------------------- | ------------------- | ----- | ------ |
|          | Denise Tremblay Blanchette | Équipe Labeaume     | 6 192 | 62,5 % |
|          | Francine Bouchard          | Indépendant         | 2 534 | 25,6 % |
|          | Johanne Elsener            | Indépendant         | 591   | 6 %    |
|          | Michèle Pépin              | Défi vert de Québec | 587   | 5,9 %  |
| Total    | Total                      | Total               | 9 904 | 100 %  |

| Candidat | Candidat       | Parti                         | Voix  | %      |
| -------- | -------------- | ----------------------------- | ----- | ------ |
|          | Jean Guilbault | Équipe Labeaume               | 4 613 | 63,3 % |
|          | Conrad Verret  | Renouveau municipal de Québec | 2 677 | 36,7 % |
| Total    | Total          | Total                         | 7 290 | 100 %  |

#### Charlesbourg
- Dans cet arrondissement, 30 219 électeurs se sont prévalus de leur droit de vote.
- Équipe Labeaume en obtient les 4 districts.

| Candidat | Candidat       | Parti               | Voix  | %      |
| -------- | -------------- | ------------------- | ----- | ------ |
|          | Denise Trudel  | Équipe Labeaume     | 5 155 | 83,9 % |
|          | Sophie Brodeur | Défi vert de Québec | 990   | 16,1 % |
| Total    | Total          | Total               | 6 145 | 100 %  |

| Candidat | Candidat             | Parti               | Voix  | %      |
| -------- | -------------------- | ------------------- | ----- | ------ |
|          | Michelle Morin-Doyle | Équipe Labeaume     | 5 081 | 59,7 % |
|          | Gilles Marcotte      | Indépendant         | 2 848 | 33,4 % |
|          | Jean Denis Marois    | Défi vert de Québec | 589   | 6,9 %  |
| Total    | Total                | Total               | 8 518 | 100 %  |

| Candidat | Candidat        | Parti                         | Voix  | %      |
| -------- | --------------- | ----------------------------- | ----- | ------ |
|          | Odette Simoneau | Équipe Labeaume               | 5 612 | 63,4 % |
|          | Michel Fecteau  | Renouveau municipal de Québec | 2 701 | 30,5 % |
|          | Julie Audet     | Défi vert de Québec           | 537   | 6,1 %  |
| Total    | Total           | Total                         | 8 850 | 100 %  |

| Candidat | Candidat             | Parti               | Voix  | %      |
| -------- | -------------------- | ------------------- | ----- | ------ |
|          | Jean Marie Laliberté | Équipe Labeaume     | 5 163 | 77 %   |
|          | Jacques Marchand     | Indépendant         | 1 002 | 14,9 % |
|          | Richard Domm         | Défi vert de Québec | 541   | 8,1 %  |
| Total    | Total                | Total               | 6 706 | 100 %  |

#### Beauport
- Dans cet arrondissement, 29 789 électeurs se sont prévalus de leur droit de vote.
- Équipe Labeaume en obtient les 4 districts.

| Candidat | Candidat            | Parti           | Voix  | %      |
| -------- | ------------------- | --------------- | ----- | ------ |
|          | Marie France Trudel | Équipe Labeaume | 5 500 | 77,6 % |
|          | Jocelyn Lavoie      | Indépendant     | 1 589 | 22,4 % |
| Total    | Total               | Total           | 7 089 | 100 %  |

| Candidat | Candidat            | Parti           | Voix  | %      |
| -------- | ------------------- | --------------- | ----- | ------ |
|          | Julie Lemieux       | Équipe Labeaume | 4 460 | 56,9 % |
|          | Carole Bégin-Giroux | Indépendant     | 2 944 | 37,5 % |
|          | Daniel Beaulieu     | Indépendant     | 437   | 5,6 %  |
| Total    | Total               | Total           | 7 841 | 100 %  |

| Candidat | Candidat             | Parti               | Voix  | %      |
| -------- | -------------------- | ------------------- | ----- | ------ |
|          | Lisette Lepage       | Équipe Labeaume     | 5 607 | 71,9 % |
|          | Fernand Trudel       | Indépendant         | 1 750 | 22,4 % |
|          | Olivier Roy-Tremblay | Défi vert de Québec | 445   | 5,7 %  |
| Total    | Total                | Total               | 7 802 | 100 %  |

| Candidat | Candidat        | Parti               | Voix  | %      |
| -------- | --------------- | ------------------- | ----- | ------ |
|          | Marc Simoneau   | Équipe Labeaume     | 4 142 | 58,7 % |
|          | Michel Bédard   | Indépendant         | 2 238 | 31,7 % |
|          | Luc Côté        | Défi vert de Québec | 343   | 4,9 %  |
|          | Denys Brousseau | Indépendant         | 334   | 4,7 %  |
| Total    | Total           | Total               | 7 057 | 100 %  |

#### La Haute-Saint-Charles
- Dans cet arrondissement, 24 905 électeurs se sont prévalus de leur droit de vote.
- Équipe Labeaume en obtient les 4 districts.

| Candidat | Candidat         | Parti           | Voix  | %      |
| -------- | ---------------- | --------------- | ----- | ------ |
|          | Steeve Verret    | Équipe Labeaume | 4 754 | 55,8 % |
|          | Jacques Teasdale | Indépendant     | 3 771 | 44,2 % |
| Total    | Total            | Total           | 8 525 | 100 %  |

| Candidat | Candidat        | Parti               | Voix  | %      |
| -------- | --------------- | ------------------- | ----- | ------ |
|          | Raymond Dion    | Équipe Labeaume     | 3 759 | 56,9 % |
|          | Robert Martel   | Indépendant         | 2 158 | 32,7 % |
|          | Michel Champoux | Indépendant         | 458   | 6,9 %  |
|          | Mario Ledoux    | Défi vert de Québec | 169   | 2,6 %  |
|          | Carl Dombrowski | Indépendant         | 59    | 0,9 %  |
| Total    | Total           | Total               | 6 603 | 100%   |

| Candidat | Candidat          | Parti                         | Voix  | %      |
| -------- | ----------------- | ----------------------------- | ----- | ------ |
|          | Simon Brouard     | Équipe Labeaume               | 4 604 | 69,1 % |
|          | Pierre Blouin     | Indépendant                   | 896   | 13,4 % |
|          | Dave McNaughton   | Renouveau municipal de Québec | 858   | 12,9 % |
|          | Pierre Jean Ganne | Défi vert de Québec           | 307   | 4,6 %  |
| Total    | Total             | Total                         | 6 665 | 100 %  |

| Candidat | Candidat         | Parti                         | Voix  | %      |
| -------- | ---------------- | ----------------------------- | ----- | ------ |
|          | Sylvain Légaré   | Équipe Labeaume               | 4 033 | 58,6 % |
|          | Jean-Marie Matte | Renouveau municipal de Québec | 2 647 | 38,5 % |
|          | David Tremblay   | Défi vert de Québec           | 203   | 2,9 %  |
| Total    | Total            | Total                         | 6 883 | 100 %  |